# Reginald Arnold
Reginald "Reg" Arnold, född den 9 oktober 1924 i Murwillumbah, död den 23 juli 2017 i Nerang, var en australisk tävlingscyklist som främst hade framgångar på bana där han vann 16 sexdagarslopp. Han blev även europamästare i madison med Ferdinando Terruzzi 1957 (mästerskapen var öppna även för icke-européer).
Arnold reste till Europa i april 1949för att tillsammans med landsmannen Alfred Strom pröva sin lycka på bantävlingarna där. Under 1953 skadades Arnold i en krasch i München och åkte tillbaka till Australien (där han, sedan skadorna läkt, deltog i några landsvägslopp – han blev bland annat trea i Herald Sun Tour i november 1953), men han återkom till Europa vintern 1954/1955. Efter karriären (hans sista lopp var Antwerpens sexdagars i februari 1963) återvände Arnold till Australien.

## Meriter – Bana

### Europamästerskap ("Vintermästerskapen")[3][4]
| 1948/1949 3:a i madison med Alfred Strom 1951/1952 2:a i madison med Alfred Strom 1955/1956 3:a i madison med Alfred Strom | 1956/1957 Europamästare i madison med Ferdinando Terruzzi 1962/1963 3:a i madison med Emile Severeyns |

### Sexdagarslopp[5][4]
Nedan listas Arnolds vinster i sexdagarslopp:
| 1949/1950 New Yorks sexdagars med Alfred Strom Berlins sexdagars med Alfred Strom 1960/1951 Berlins sexdagars med Alfred Strom Antwerpens sexdagars med Alfred Strom 1951/1952 Antwerpens sexdagars med Alfred Strom Londons sexdagars med Alfred Strom 1954/1955 Paris sexdagars med Sidney Patterson och Russell Mockridge 1955/1956 Antwerpens sexdagars med Stan Ockers och Jean Roth | 1956/1957 Gents sexdagars med Ferdinando Terruzzi Antwerpens sexdagars med Ferdinando Terruzzi och Willy Lauwers 1957/1958 Dortmunds sexdagars med Ferdinando Terruzzi Antwerpens sexdagars med Rik Van Steenbergen och Emile Severeyns 1958/1959 Gents sexdagars med Rik Van Looy 1959/1960 Zürichs sexdagars med Walter Bucher 1960/1961 Essens sexdagars med Ferdinando Terruzzi Milanos sexdagars med Ferdinando Terruzzi |